# Wiktorija Zagajnowa
Wiktorija Wiktorowna Zagajnowa (ros. Виктория Викторовна Загайнова; ur. 26 października 1983) – rosyjska zapaśniczka walcząca w stylu wolnym. Zajęła ósme miejsce na mistrzostwach świata w 2002. Piąta w mistrzostwach Europy w 2005. Szósta w Pucharze Świata w 2005. Trzecia na ME juniorów w 2002 roku.
Mistrzyni Rosji w 2005 roku.